# Diadematoida
Ordre
Les Diadematoida constituent un ordre d'oursins réguliers.

## Caractéristiques
Les Diadematoida sont des oursins réguliers, de forme sphérique ; la bouche (péristome) est située au centre de la face orale (inférieure), et l'anus (périprocte) à l'opposé (apex de la face aborale). Ils sont caractérisés par leurs radioles (piquants) creuses, reposant sur des tubercules perforés pouvant être crénulés ou non, et par les dix plaques buccales entourant leur bouche sur la face orale. Le disque apical est contigu mais pas fortement suturé aux plaques coronales ; les plaques ambulacraires sont composées, et généralement trigéminées. La lanterne d'Aristote porte cinq dents cannelées et des épiphyses formant de fines excroissances en forme de doigts. Ces oursins sont pourvus de sphaeridia près des podia.
Ils sont principalement représentés par les Diadematidae, qui sont des oursins très abondants dans les écosystèmes coralliens.
Cet ordre est apparu au Jurassique, et est de nos jours répandu dans tous les océans chauds du globe.

## Liste des familles
Cet ordre a été créé par Peter Martin Duncan en 1889 ; c'est un synonyme de Centrechinidae (Jackson, 1912).
Selon World Register of Marine Species (1 avril 2022) et NCBI (17 septembre 2013), cet ordre comporte deux familles : 
- famille Diadematidae (Gray, 1855) -- 9 genres actuels
- famille Lissodiadematidae Fell, 1966 -- monotypique

Cependant selon ITIS (17 septembre 2013) (qui se fonde sur une classification obsolète), d'autres familles y sont parfois comptées, les Aspidodiadematidae (Duncan, 1889) et Micropygidae (Duncan, 1889).Ces deux familles ont actuellement leur propre ordre selon le World Register of Marine Species.
Selon Fossilworks Paleobiology Database, cet ordre comporte aussi plusieurs genres éteints : Ancylocidaris, Endeodiadema, Engelia, Helodiadema, Heteropedina, Macrodiadema, Pelanodiadema.

## Publication originale
- (en) P. Martin Duncan, « A Revision of the Genera and great Groups of the Echinoidea », Journal of the Linnean Society of London, Zoology, Londres, Inconnu, vol. 23, nos 141-144,‎ décembre 1889, p. 1-311 (ISSN 0368-2935 et 2378-5314, OCLC 1680906, DOI 10.1111/J.1096-3642.1889.TB01431.X, lire en ligne).